# ラプラプ島
ラプラプ島（ラプラプとう、英語: Rapu-rapu Island）はフィリピンのルソン島西南部の東に浮かぶ島。ラゴノイ湾とアルバイ湾の間に存在する。なお英雄ラプ＝ラプの"Lapu-lapu"とは表記が異なり"Rapu-Rapu"である。
島はアルバイ州ラプラプに位置しており、西には同じ自治体に所属するバタン島が存在する。
現在は島内で銅や亜鉛などの鉱山の開発が行われているが、それに伴う環境汚染なども指摘されている。

## 註
1. ↑  “環境省、アルバイ州の鉱山事業を承認”.   まにら新聞ウェブ (2001年7月20日). 2014年7月28日閲覧。
2. ↑  “鉱物資源の豊富な地域における大規模鉱山開発による環境社会影響調査”.   高木仁三郎市民科学基金 (2010年10月). 2014年7月28日閲覧。